# Lady Slim

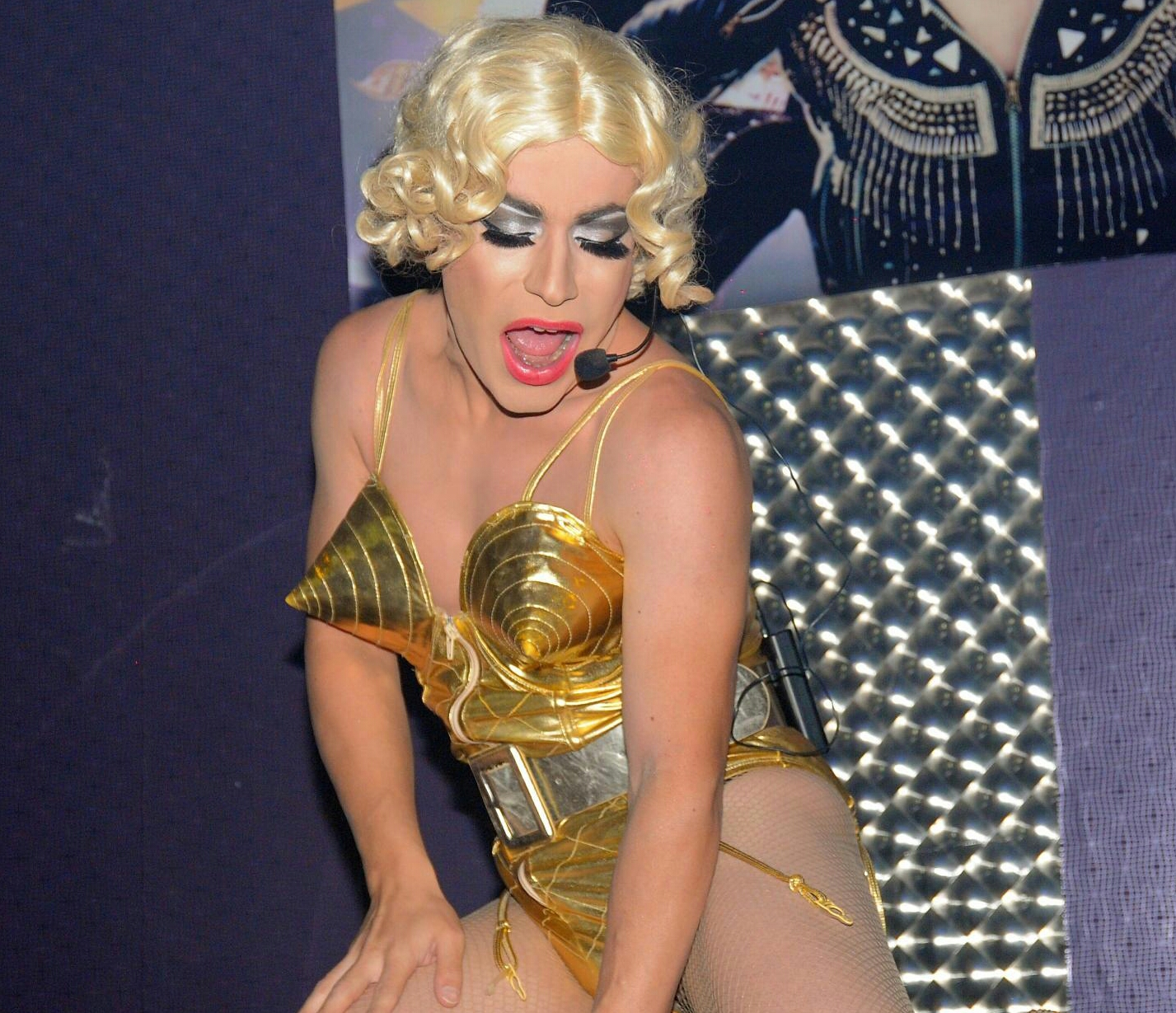
Lady Slim en Madonna.

Seïmour Babaïev, nom de scène de Lady Slim, est la première artiste drag queen (drag kvin) d'Azerbaïdjan,.

## Biographie

### Jeunesse
Seïmour Babaïev est né le 1er avril 1987 à Bakou. Après avoir terminé ses études secondaires en 2004, il entre à la faculté d'histoire de l'université d'État de Bakou. Dans ses interviews, il mentionne qu'il a toujours voulu être sur scène, malgré son amour pour son domaine d'expertise. Après avoir terminé ses études en 2008, il se rend à Moscou, où il découvre pour la première fois les activités scéniques de drag kvins. Après en avoir appris toutes les subtilités, il se produit à Moscou, puis retourne dans sa ville natale de Bakou après avoir acquis de l'expérience.

### Carrière artistique
En 2010, Lady Slim représente l'Azerbaïdjan au concours international de drag queens qui se tient à Odessa, en Ukraine. A l'issue de ce concours, elle reçoit les titres de « First Vice Miss Travesty International 2010 » et « Miss Theme Club »,. Lors du concours, les experts ukrainiens attirent particulièrement l'attention sur elle et sa participation au nom de l'Azerbaïdjan :  « Aujourd'hui, il y avait une excellente occasion de donner un ruban du Theme Club à un participant d'Azerbaïdjan ; il a fait une révolution là-bas à cette occasion, car il n'y avait rien eu de tel auparavant en Azerbaïdjan, c'est maintenant dans l'histoire. » Le spectacle de Lady Slim est également soutenu par des artistes professionnels d'Azerbaïdjan.
Première drag kvin d'Azerbaïdjan, Lady Slim est présente pour la première fois en 2010 dans une émission de Space TV, l'une des chaînes de télévision d'Azerbaïdjan. 
En 2011, Lady Slim se rend à Chișinău, la capitale de la Moldavie, pour le concours international Miss Flawless Queen afin de représenter à nouveau l'Azerbaïdjan où elle reçoit le titre de Miss Flawless Queen 2011.
Dans les années suivantes, bien que les activités de Lady Slim ne soient pas totalement acceptées dans le pays, l'émergence d'un artiste dans un tel rôle en Azerbaïdjan réussit à attirer l'attention de la communauté internationale, dont celle de l'homme d'affaires George Soros, fondateur d'Open Society Foundations, réseau pour lequel Mirnaib Hasanov, cofondateur de l'Union des photographes d'Azerbaïdjan, documente la vie de Lady Slim. Le film se compose de photographies reflétant la vie quotidienne et scénique de l'artiste. L'objectif principal est de faire la lumière sur les difficultés rencontrées par le premier artiste travesti en Azerbaïdjan.
Lady Slim a noté que depuis sa première apparition sur scène, elle est constamment harcelée, censurée et interdite par le gouvernement azerbaïdjanais. L'un des responsables gouvernementaux, qui partage le même nom de famille que Slim, exprime ses opposition à parler sous ce nom de famille et lui interdit d'utiliser son propre nom de famille à la télévision. Elle se produit comme «Spectacle de Babaïev» avant que son nom de scène ne devienne Lady Slim. Plus tard, elle est complètement interdite d'apparaître à la télévision.
Lady Slim a déclaré dans ses récentes interviews que ses activités scéniques consistent uniquement en tournées: «Je vis à la campagne maintenant, je voyage souvent à l'étranger. Je me produit à l'étranger dans des salles avec un large public. . . Bien sûr, mon travail est davantage appréciée à l'étranger où on le trouve plus intéressant et où il existe une culture drag».
Lady Slim a accordé une interview au site français des drag queens. Elle a également attiré l'attention du photographe français Grégory Herpe qui a pris sa photo à Bakou et l'a ajoutée au projet Deep into Drag Queen.